# Radošovce (okres Skalica)

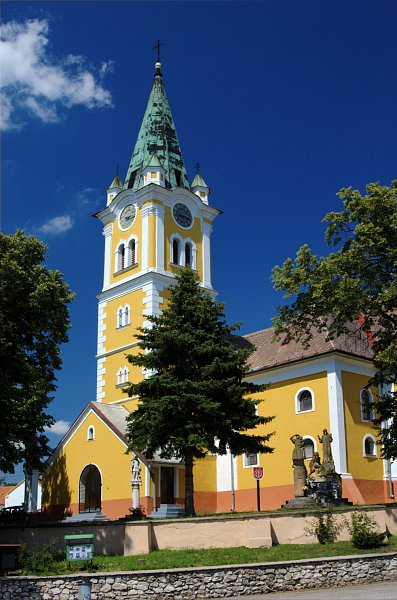

Radošovce, Hongaars: Felsőrados, Duits: Radoschotz, is een gemeente in het westen van Slowakije. Het dorp ligt op minder dan acht kilometer van de grens met Tsjechië. Radošovce telde 1 778 inwoners in 2024.